# Passerelle Nelson-Mandela
Ne pas confondre avec la passerelle Nelson-Mandela du port des Minimes de La Rochelle.
La passerelle Nelson-Mandela ou passerelle de Décines, est un pont « mode doux » d'une longueur de 140 mètres qui franchit le canal de Jonage à Décines-Charpieu et permet ainsi un accès rapide au Grand parc de Miribel-Jonage. Conçu dans le cadre du projet d'aménagement de l'Anneau Bleu, il a été inauguré en octobre 2013.

## Localisation

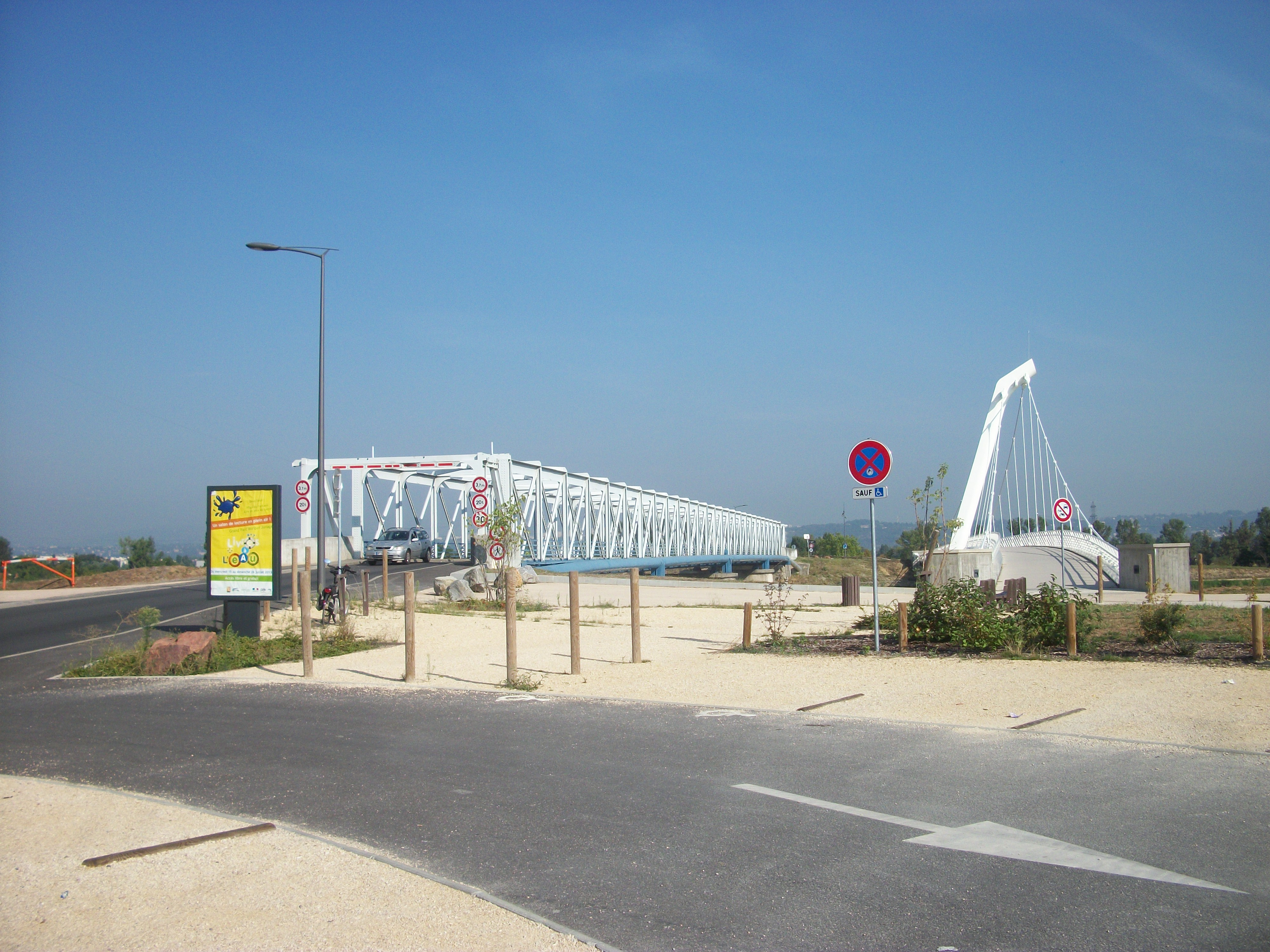
Les entrées sud des deux ponts

La passerelle a été construite à proximité immédiate du pont routier en treillis dit « Pont de Décines » datant de 1896. Il est situé à proximité du Grand Large et du Grand parc de Miribel-Jonage.

## Conception

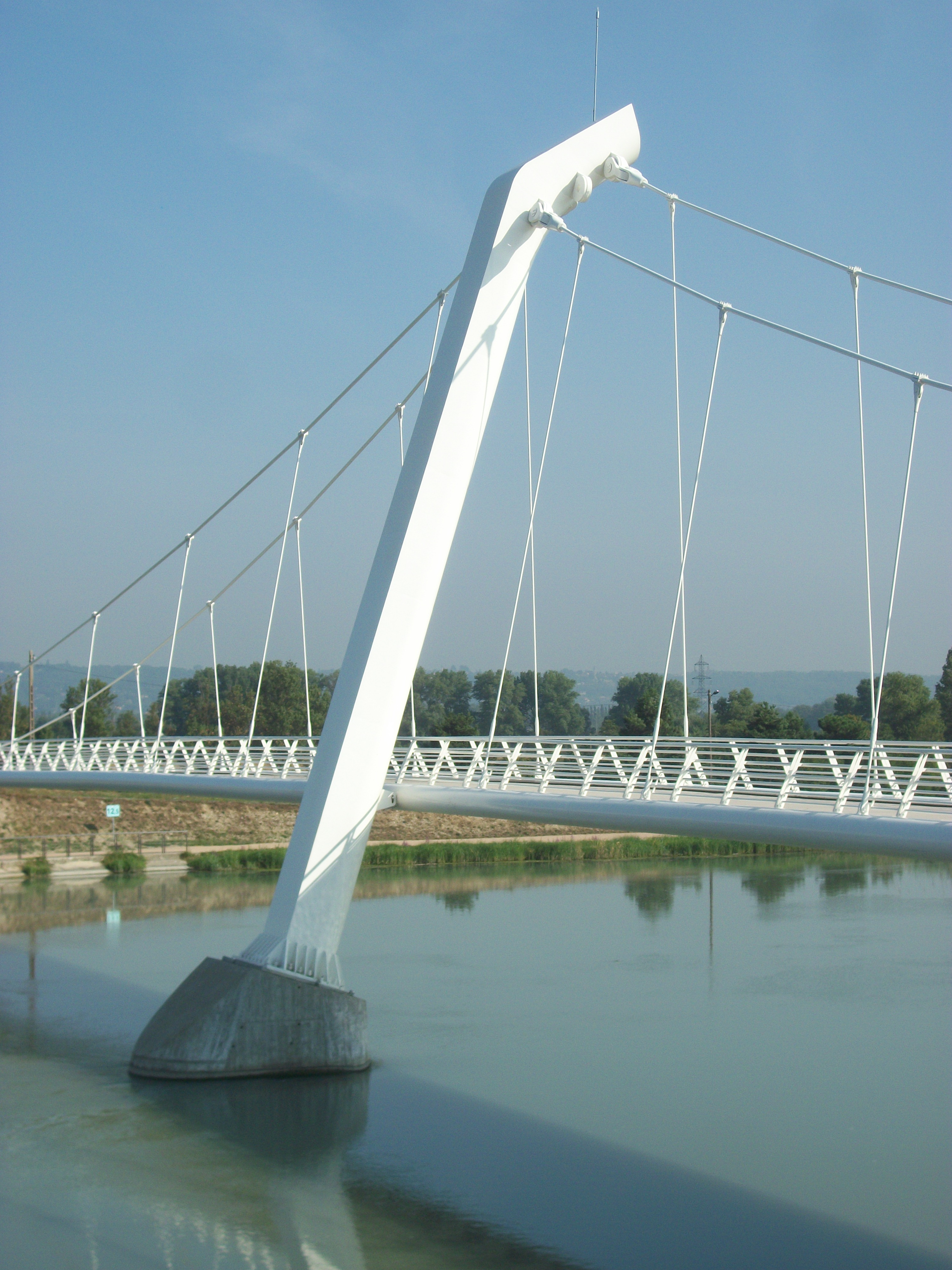
Le pilier central unique.

Les architectes de la passerelle sont Christophe Cheron et Thomas Lavigne. Les travaux ont débuté à l'automne 2011 et se sont terminés début 2013. Préalablement, s'étaient déroulées une concertation préalable (mai à juin 2009) puis une enquête publique (février à mars 2010). La passerelle est un pont suspendu  avec la particularité rare de n'être soutenu que par un seul pilier (en aval), en faisant un ouvrage asymétrique.

## Financement
Le coût total s'élève à 5,53 millions d'euros dont la répartition suivante de financement : Grand Lyon (2 098 k€), région Rhône-Alpes (760 k€), Électricité de France (2 262 k€), le syndicat intercommunal d'aménagement du canal de Jonage (310 k€) et la ville de Décines-Charpieu (100 k€, éclairage).